# Isotrope Funktion

Lineare Abbildung eines Vektors durch einen Tensor.

Eine isotrope Funktion ist in der Kontinuumsmechanik eine von einem oder mehreren Skalaren, geometrischen Vektoren oder Tensoren abhängige Funktion, deren Wert bei einer Drehung ihrer Argumente genauso transformiert wird wie ihre Argumente. Tensoren zweiter Stufe werden hier als lineare Abbildungen von geometrischen Vektoren auf geometrische Vektoren benutzt, die im Allgemeinen dabei gedreht und gestreckt werden, siehe die Abbildung rechts. Die Tensoren bestehen aus Dyaden von zwei geometrischen Vektoren und werden gedreht, indem beide Vektoren in der Dyade in gleicher Weise gedreht werden. Eine isotrope Funktion folgt dieser Drehung ihrer Argumente.
Isotrope Funktionen spielen eine wichtige Rolle in der Definition von Eigenschaften isotroper Materialien, z. B. in der Hyperelastizität.

## Definition
Gegeben sei der dreidimensionale euklidische Vektorraum {\displaystyle \mathbb {V} }, der Vektorraum {\displaystyle {\mathcal {L}}(\mathbb {V} ,\mathbb {V} )} der linearen tensoriellen Abbildungen dieses Raumes auf sich und die Spezielle orthogonale Gruppe
{\displaystyle {\mathcal {SO}}=\{\mathbf {Q} \in {\mathcal {L}}|\mathbf {Q} ^{-1}=\mathbf {Q} ^{\mathrm {T} }\;\wedge \;\det(\mathbf {Q} )=+1\}}
der eigentlich orthogonalen Tensoren, die reine Drehungen ohne Spiegelungen verkörpern. Dann gelten bei einer Drehung die Transformationsgleichungen
| Größe                                                 | Transformierte Größe                                                    |
| ----------------------------------------------------- | ----------------------------------------------------------------------- |
| Skalar {\displaystyle y\in \mathbb {R} }              | {\displaystyle y'=y}                                                    |
| Vektor {\displaystyle {\vec {v}}\in \mathbb {V} }     | {\displaystyle {\vec {v}}'=\mathbf {Q} \cdot {\vec {v}}}                |
| Tensor {\displaystyle \mathbf {T} \in {\mathcal {L}}} | {\displaystyle \mathbf {T} '=\mathbf {Q\cdot T\cdot Q} ^{\mathrm {T} }} |

### Skalare Funktion
Eine skalare Funktion reell-, vektor- oder tensorwertiger Argumente ist isotrop, wenn für jeden orthogonalen Tensor aus der speziellen orthogonalen Gruppe gilt:
{\displaystyle {\begin{array}{l}f(y_{1},y_{2},\ldots ,{\vec {v}}_{1},{\vec {v}}_{2},\ldots ,\mathbf {T} _{1},\mathbf {T} _{2},\dots )=\ldots \\\ldots =f(y_{1},y_{2},\ldots ,\mathbf {Q} \cdot {\vec {v}}_{1},\mathbf {Q} \cdot {\vec {v}}_{2},\ldots ,\mathbf {Q\cdot T} _{1}\cdot \mathbf {Q} ^{\mathrm {T} },\mathbf {Q\cdot T} _{2}\cdot \mathbf {Q} ^{\mathrm {T} },\ldots )\quad \forall \;\mathbf {Q} \in {\mathcal {SO}}\\{\textsf {mit}}\quad y_{1},y_{2},\ldots \in \mathbb {R} \,,\quad {\vec {v}}_{1},{\vec {v}}_{2},\ldots \in \mathbb {V} \,,\quad \mathbf {T} _{1},\mathbf {T} _{2},\ldots \in {\mathcal {L}}\end{array}}}

### Tensorwertige Funktion oder Tensorfunktion
Eine Tensorfunktion von Tensoren ist isotrop, wenn für jeden orthogonalen Tensor aus der speziellen orthogonalen Gruppe gilt:
{\displaystyle {\begin{array}{l}\mathbf {f} (\mathbf {Q\cdot T} _{1}\cdot \mathbf {Q} ^{\mathrm {T} },\mathbf {Q\cdot T} _{2}\cdot \mathbf {Q} ^{\mathrm {T} },\ldots )=\mathbf {Q} \cdot \mathbf {f} (\mathbf {T} _{1},\mathbf {T} _{2},\dots )\cdot \mathbf {Q} ^{\mathrm {T} }\quad \forall \;\mathbf {Q} \in {\mathcal {SO}}\\{\textsf {mit}}\quad \mathbf {T} _{1},\mathbf {T} _{2},\ldots \in {\mathcal {L}}\end{array}}}

## Beispiele

### Skalare Funktionen
Alle Hauptinvarianten und anderen Invarianten der Tensoren sind per definitionem isotrope Funktionen ihres Tensors, beispielsweise:
{\displaystyle \operatorname {Sp} (\mathbf {Q\cdot T\cdot Q} ^{\mathrm {T} })=\operatorname {Sp} (\mathbf {Q} ^{\mathrm {T} }\cdot \mathbf {Q\cdot T} )=\operatorname {Sp} (\mathbf {T} )}.

### Tensorfunktionen
Die Ableitungen der Invarianten nach ihrem Tensor sind isotrope Tensorfunktionen, beispielsweise:
{\displaystyle {\begin{array}{rcl}{\dfrac {\mathrm {d} \operatorname {I} _{2}(\mathbf {T} )}{\mathrm {d} \mathbf {T} }}&=&\operatorname {Sp} (\mathbf {T} )\mathbf {I} -\mathbf {T} ^{\mathrm {T} }\\\rightarrow {\dfrac {\mathrm {d} \operatorname {I} _{2}}{\mathrm {d} \mathbf {T} }}(\mathbf {Q\cdot T\cdot Q} ^{\mathrm {T} })&=&\operatorname {Sp} (\mathbf {Q\cdot T\cdot Q} ^{\mathrm {T} })\mathbf {I} -(\mathbf {Q\cdot T\cdot Q} ^{\mathrm {T} })^{\mathrm {T} }\\&=&\operatorname {Sp} (\mathbf {T} )\mathbf {Q\cdot I\cdot Q} ^{\mathrm {T} }-\mathbf {Q\cdot T} ^{\mathrm {T} }\cdot \mathbf {Q} ^{\mathrm {T} }\\&=&\mathbf {Q} \cdot (\operatorname {Sp} (\mathbf {T} )\mathbf {I} -\mathbf {T} ^{\mathrm {T} })\cdot \mathbf {Q} ^{\mathrm {T} }\\&=&\mathbf {Q} \cdot {\dfrac {\mathrm {d} \operatorname {I} _{2}(\mathbf {T} )}{\mathrm {d} \mathbf {T} }}\cdot \mathbf {Q} ^{\mathrm {T} }\end{array}}}
Ein Polynom einer tensorwertigen Variable mit konstanten reellen Koeffizienten
{\displaystyle \mathbf {f} (\mathbf {T} )=a_{0}\mathbf {I} +\sum _{n=1}^{N}a_{n}\underbrace {\mathbf {T\cdot T\ldots \cdot T} } _{\textsf {n-mal}}}
ist eine isotrope Tensorfunktion, denn
{\displaystyle {\begin{array}{rcl}\mathbf {f} (\mathbf {Q\cdot T\cdot Q} ^{\mathrm {T} })&=&\displaystyle a_{0}\mathbf {I} +\sum _{n=1}^{N}a_{n}\underbrace {(\mathbf {Q\cdot T\cdot Q} ^{\mathrm {T} })\cdot (\mathbf {Q\cdot T\cdot Q} ^{\mathrm {T} })\cdot \ldots \cdot (\mathbf {Q\cdot T\cdot Q} ^{\mathrm {T} })} _{\textsf {n-mal}}\\&=&\displaystyle a_{0}\mathbf {Q\cdot I\cdot Q} ^{\mathrm {T} }+\sum _{n=1}^{N}a_{n}\mathbf {Q} \cdot \underbrace {\mathbf {T\cdot T\cdot \ldots \cdot T} } _{\textsf {n-mal}}\cdot \mathbf {Q} ^{\mathrm {T} }\\&=&\displaystyle \mathbf {Q} \cdot \left(a_{0}\mathbf {I} +\sum _{n=1}^{N}a_{n}\underbrace {\mathbf {T\cdot T\ldots \cdot T} } _{\textsf {n-mal}}\right)\cdot \mathbf {Q} ^{\mathrm {T} }\\&=&\mathbf {Q} \cdot \mathbf {f} (\mathbf {T} )\cdot \mathbf {Q} ^{\mathrm {T} }\end{array}}}

## Isotrope Tensorfunktionen eines symmetrischen Argumentes
Die Spannungs-, Verzerrungs- und Strecktensoren spielen in der Formulierung von Materialmodellen in der Kontinuumsmechanik eine hervorragende Rolle und sind symmetrisch. Wenn nun die Argumente einer isotropen Tensorfunktion symmetrisch sind, dann hat diese Funktion besondere und wichtige Eigenschaften.

### Eigensystem
Die Eigenvektoren einer isotropen Tensorfunktion eines symmetrischen Tensors stimmen mit denen des Tensors überein. Wenn also
{\displaystyle \mathbf {T} \cdot {\vec {v}}=\lambda {\vec {v}}}
gilt, dann ist
{\displaystyle \mathbf {f} (\mathbf {T} )\cdot {\vec {v}}=\eta {\vec {v}}},
d. h. die Eigenvektoren stimmen überein, nicht so aber – im Allgemeinen – die Eigenwerte. Dies ist einer der Ausgangspunkte für den folgenden Darstellungssatz.

### Darstellungssatz
Jede isotrope Tensorfunktion eines symmetrischen Argumentes lässt sich in der Form
{\displaystyle \mathbf {f} (\mathbf {T} )=\phi _{0}(\operatorname {I} _{1},\operatorname {I} _{2},\operatorname {I} _{3})\mathbf {I} +\phi _{1}(\operatorname {I} _{1},\operatorname {I} _{2},\operatorname {I} _{3})\mathbf {T} +\phi _{2}(\operatorname {I} _{1},\operatorname {I} _{2},\operatorname {I} _{3})\mathbf {T\cdot T} }
wiedergeben. Darin sind {\displaystyle \phi _{0,1,2}} skalare Funktionen der Hauptinvarianten {\displaystyle \operatorname {I} _{1,2,3}(\mathbf {T} )} des Tensors. Nach dem Satz von Cayley-Hamilton kann gleichbedeutend
{\displaystyle \mathbf {f} (\mathbf {T} )=\psi _{0}(\operatorname {I} _{1},\operatorname {I} _{2},\operatorname {I} _{3})\mathbf {I} +\psi _{1}(\operatorname {I} _{1},\operatorname {I} _{2},\operatorname {I} _{3})\mathbf {T} +\psi _{-1}(\operatorname {I} _{1},\operatorname {I} _{2},\operatorname {I} _{3})\mathbf {T} ^{-1}}
mit anderen skalaren Funktionen {\displaystyle \psi _{-1,0,1}} der Hauptinvarianten geschrieben werden.

### Kommutativität
Im Tensorprodukt einer isotropen Tensorfunktion eines symmetrischen Tensors mit ihrem Argument kann die Reihenfolge der Faktoren vertauscht werden:
{\displaystyle \mathbf {f} (\mathbf {T} )\cdot \mathbf {T} =\mathbf {T} \cdot \mathbf {f} (\mathbf {T} )},
was eine direkte Folge des obigen Darstellungssatzes ist.